# Fandango (lutador)
Curtis Jonathan Hussey (Standish, 22 de julho de 1981) é um lutador americano de luta livre profissional. Ele atualmente trabalha para a Total Nonstop Action Wrestling (TNA).
Hussey começou sua carreira na luta livre em 1999, trabalhando em várias promoções desde setembro daquele ano, principalmente no circuito independente da Nova Inglaterra, ganhando o PLW New England Championship, o PWF Northeast Tag Team Championship com Kenn Phoenix, o PWF Northeast Heavyweight Championship, NCW New England Championship, o Tag Team Championship com Damian Houston e o SCCW Lightweight Championship.
Em 2006, Hussey assinou um contrato de desenvolvimento com a World Wrestling Entertainment (agora WWE), sendo mandando para a Deep South Wrestling (DSW), território de desenvolvimento da WWE. Depois ele foi movido para a Florida Championship Wrestling (FCW) em junho de 2008, onde ganhou o FCW Florida Tag Team Championship duas vezes, uma com Tyler Reks e outra com Derrick Bateman. Em dezembro de 2010, ele competiu na quarta temporada do NXT como Johnny Curtis, vencendo a competição em março de 2011.
Em 2013, Hussey estreou no plantel principal da WWE como Fandango. Em abril daquele ano, o público presente nas arenas começou a cantar e dançar sua música de entrada, o que fez sua popularidade aumentar substancialmente.

## Carreira

### Início
Hussey foi treinado por Killer Kowalski e estreou em setembro de 1999.Ele lutou para várias promoções independentes na área da Nova Inglaterra ao longo dos anos. Ele competiu em Power League Wrestling (PLW) de 2000 até 2003, período durante o qual ele ganhou o PLW New England Championship. Ele segurou o campeonato de 19 de maio de 2002 até 18 de maio de 2003. Ele também competiu na Premier Wrestling Federation durante este tempo, e ele se juntou com Kenn Phoenix para ganhar o PWF Nordeste Tag Team Championship de Fuzion (Mike Paiva e Blade) em 28 de outubro de 2002. Eles mantiveram o campeonato até 15 de novembro , quando foram derrotados por Paiva e Kid Mikaze. Agora conhecido como The Talent Exchange, Hussey e Phoenix ganharam uma Three-way Tables, Ladders, and Chairs match com isso conquistaram o campeonato novamente em 15 de fevereiro de 2003. Eles mantiveram o campeonato até 4 de abril, quando Phoenix e Dean Ripley, gerente da The Talent Exchange (que tinha sido forçado a lutar já que Hussey estava ausente), perdeu o campeonato para os Storm Brothers.
Hussey começou sua carreira de wrestling profissional em 1999. Ele trabalhou para várias promoções a partir de setembro de 1999. Ele competiu em várias promoções independentes na Nova Inglaterra, ganhando o PLW New England Championship; PWF Nordeste Tag Team Championship com Kenn Phoenix em mais de uma ocasião, a Heavyweight Championship PWF Nordeste; NCW New England Championship; Tag Team Championship com Damian Houston, e o Campeonato SCCW.

#### Deep South Wrestling (2006-2008)
Em 2006, Curtis assinou um contrato de desenvolvimento com a World Wrestling Entertainment (WWE) e posteriormente foi designado para o Deep South Wrestling (DSW) território de desenvolvimento. Curtis fez sua estréia para o território em 9 de novembro, onde ele perdeu para David Heath. Depois de perder de forma consistente ao longo das próximas semanas, Curtis marcou sua primeira vitória na DSW em uma tag team match, ele e Robert Anthony conseguiram derrotar The Headliners (Shawn Shultz e Chris Michaels) em 15 de fevereiro de 2007. Curtis continuou a equipe com Anthony e depois de ganhar mais algumas lutas, a equipe enfrentou a DSW Tag Team Champions Team Elite (Mike Knox e Derick Neikirk) em um luta para o campeonato em 15 de março, mas eles não foram capazes de ganhar o título. Curtis, em seguida, vencera sua último luta em DSW, derrotando Frankie Coverdale em 12 de abril.

#### Florida Championship Wrestling (2008-2010)

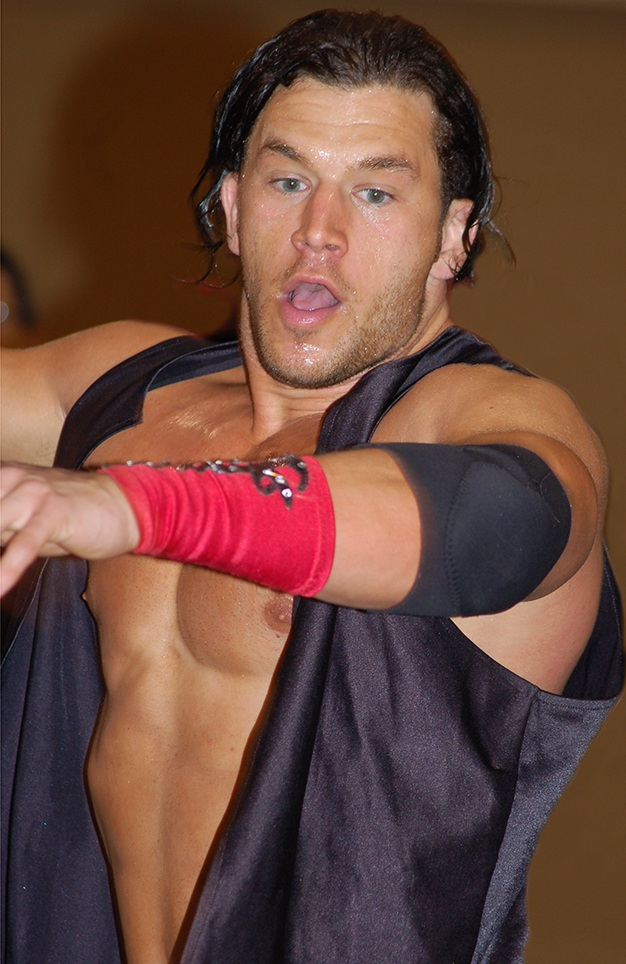
Johnny Curtis em um evento da FCW em 2009.

Depois de a WWE romper os laços com a DSW, Curtis e todos os outros talentos da DSW foram transferidos para a recém-criada Florida Championship Wrestling (FCW), em junho. Em 26 de junho, Curtis fez sua estréia na FCW derrotando o ex-parceiro de tag team Robert Anthony.
Curtis depois de um tempo derrotou Chris Gray em 18 de dezembro para se tornar o número um a disputa do Southern Heavyweight Championship. No dia 8 de janeiro de 2008, ele lutou contra Ted DiBiase, Jr. para o campeonato, mas perdeu a luta. Em 18 de setembro, Curtis fez uma aparição no SmackDown / ECW gravações, onde ele derrotou Armando Estrada em uma Dark Match.
Em 11 de dezembro de 2008, Curtis se juntou com Tyler Reks para derrotar The New Hart Foundation (DH Smith e TJ Wilson) para o FCW Florida Tag Team Championship. A equipe de Curtis e Reks provou ser um sucesso, e eles mantiveram o campeonato em várias ocasiões. Depois de começar uma briga com Caylen Croft e Trent Beretta, Curtis e Reks conseguiram manter o título contra eles em algumas ocasiões diferentes antes de finalmente perder o título para Croft e Beretta em 30 de abril de 2009, após Curtis não aparecer para a defesa do título, deixando Reks lutar sozinho. Depois Reks foi chamado até o roster principal da WWE, Curtis logo mudou de nome se tornando Jonathan Curtis e ainda se tornou um vilão. E com isso os dois se enfrentaram para o Heavyweight Championship Flórida no dia 25 de junho, mas Curtis foi incapaz de ganhar o título. Em 2 de julho, Curtis lutou em uma luta triple threat match para o Florida Championship FCW também envolvendo Alex Riley, mas foi novamente derrotado e com isso Reks manteve o título. Logo depois, Jonathan Curtis modificou seu nome para Johnny Curtis.
A partir de 2010, Curtis começou a competir em shows house shows do Raw, fez uma luta por lá , mas perdeu para Evan Bourne em 8 de janeiro. Depois de perder várias partidas para Bourne e Paul Burchill nas house shows, Curtis fez sua primeira luta no roster realmente em uma dark match, em que ele perdeu para o Kung Fu Naki em 19 de janeiro episódio da ECW.
Em 12 de agosto de 2010, Curtis voltou ao FCW e se juntou com Derrick Bateman para ganhar o FCW Florida Tag Team Championship, ao derrotar a equipe de Donny Marlow e Brodus Clay e os campeões, Los Aviadores (Hunico e Epico) em um three-way tag team match. Depois de um reinado de quase três meses, Curtis e Bateman perderam o campeonato para Wes Brisco e Xavier Woods, em 4 de novembro. Lily McMalli, namorada de Curtis, também foi brevemente associada ao Florida Championship Wrestling.

#### NXT (2010-2012)

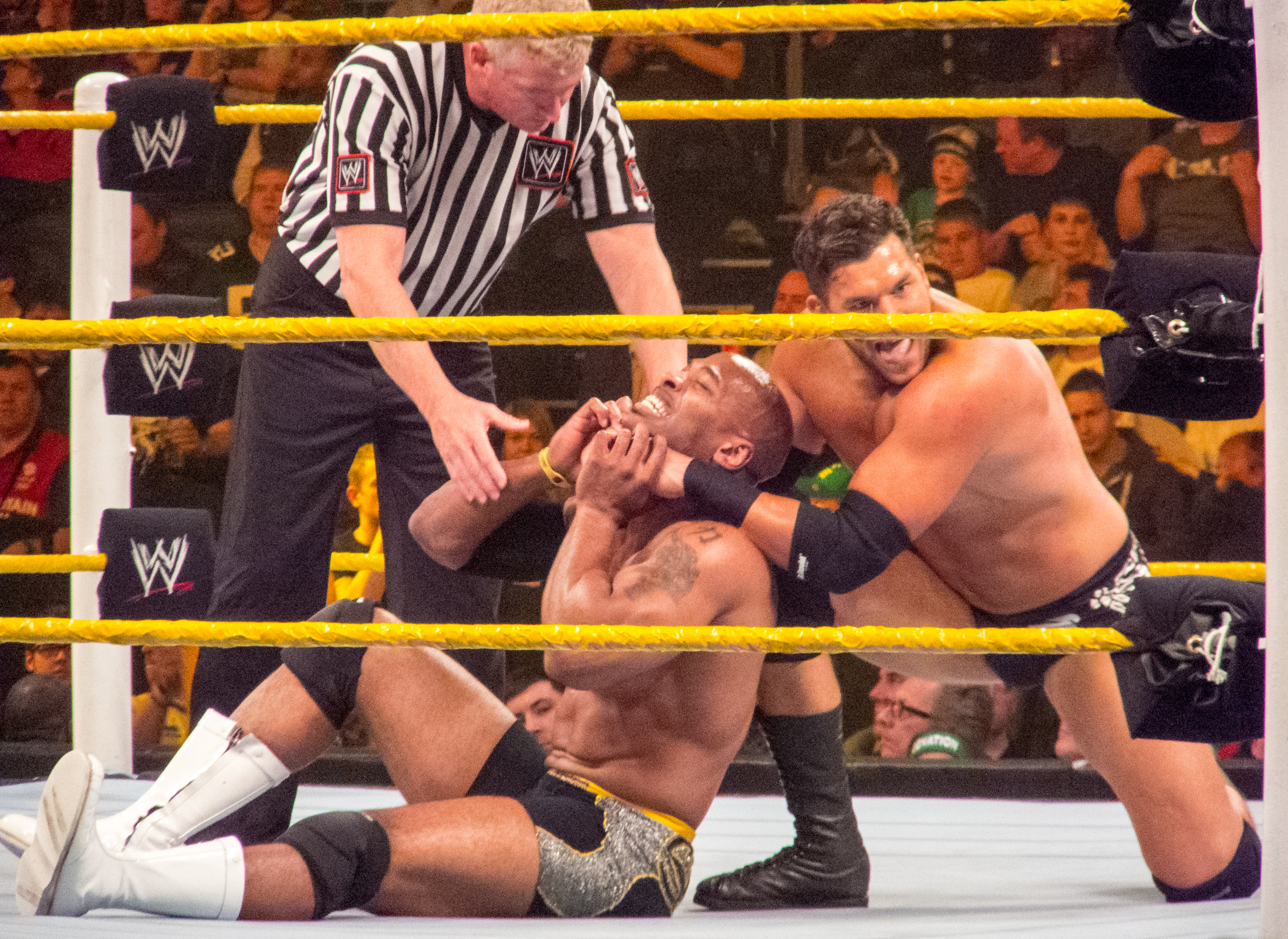
Curtis lutando contra Percy Watson em um evento do NXT.

Curtis fez parte da quarta temporada do NXT, com R-Truth como seu mentor. Ele fez a sua estreia em um "reality" e também entrou no ringue em 7 de dezembro no episódio da NXT, derrotando o também estreante Jacob Novak na competição individual. Na semana seguinte, Curtis não foi bem sucedido no desafio do "Karaoke", mas foi bem sucedido na "Pista de Obstáculos" , ganhando pontos para a imunidade da eliminação.  Em 21 de dezembro no episódio da NXT, Curtis perdeu o "carrinho de mão Race ", e sofreu sua primeira derrota em uma revanche para Jacob Novak . Curtis foi então derrotado por Dolph Ziggler em 28 de dezembro no episódio da NXT, e mais tarde ganhou o" Poder do Punch "e um desafio" no Show de Talentos "da competição. No dia 04 de janeiro de 2011 no episódio da NXT, Curtis foi derrotado em competições individuais por Brodus Clay. Mais tarde, foi anunciado que ele seria imune a eliminação dessa semana. Na próxima semana do NXT, Curtis perdeu tanto o "Desafio Slingshot" e a "Password Superstar", e competiu contra Ted DiBiase após uma interferência de Brodus Clay. Curtis não foi bem sucedido no "How Well Do You Know Your WWE Pro?" desafio em 18 de janeiro no episódio da NXT, porém estava a salvo da eliminação dessa semana. Em 25 de janeiro no episódio da NXT, Curtis não foi bem sucedido no  "Out-think the Fink" , e competiu em uma fatal way match junto com Brodus Clay, Derrick Bateman, e Byron Saxton.
No episódio de 1 de fevereiro do NXT, Curtis ganhou o desafio "Arm Wrestling" , mas não teve sucesso no desafio  "Talk the Talk", e também perdeu em uma tag team juntamente com seu mentor R-Truth , eles lutaram contra Derrick Bateman e Daniel Bryan. Em 15 de fevereiro no episódio do NXT , Curtis perdeu o desafio "Smash and Grab" e "Save Your Trivia". Curtis era então bem sucedido no "Grace Under Pressure Física" . Durante o final da temporada em 1 de março, Curtis foi declarado o vencedor do NXT, derrotando Barro Brodus no final.
Depois de várias dark match, Curtis estreou no SmackDown no dia 03 de junho em um episódio nos bastidores, em que na sua promo ele disse que sua tag team iria disputar o título prometido. Ele em seguida, começou a chorar sarcasticamente e começou a derramar o leite em um prato e, em seguida, sobre a cabeça, em referência ao ditado "não chore sobre o leite derramado". Depois de semanas de bastidores e com várias promos jogando palavras no ar, Curtis fez sua estreia no ring do SmackDown em 12 de agosto , mas no episódio ele foi esmagado por Mark Henry, em menos de um minuto.
Curtis, em seguida, fez o seu regresso para a quinta temporada do NXT como um vilão em 2 de novembro. Curtis voltou as suas atenções para cortejar Maxine, a quem ele tinha anteriormente datado e, portanto, iniciou uma briga com Maxine no enredo de casamento envolvendo também Derrick Bateman. Com o passar das semanas, Bateman e Maxine finalmente terminaram e com isso Maxine deu um beijo em Curtis na edição do NXT Redemption no dia 28 de dezembro, solidificando assim a sua relação. No dia 4 de janeiro na edição 2012 do NXT Redemption, Curtis e Maxine anunciou que eles iriam se casar dentro de duas semanas em Las Vegas durante a partida de Bateman com Darren Young. No episódio 100 do NXT, Derrick Bateman interrompeu Curtis e Maxine na cerimônia de casamento. Derrick mostrou um clipe de Curtis enviando uma mensagem no iPad de Bateman para Teddy Long (Maxine tinha despejado Bateman porque ele supostamente enviou uma mensagem ao longo para ela dizendo que ele não precisava dela e queria deixá-la no NXT, enquanto ele teria a chance de conseguir um contrato no Smackdown). Maxine, em seguida, deu um tapa Curtis e se reuniu com Bateman. Nas próximas semanas, Maxine despejou Bateman para ficar com Curtis novamente. Em 14 de março no episódio do NXT Redemption, Curtis e Maxine foram derrotados em uma tag team match mixed contra Derrick Bateman e Kaitlyn, que beijou no final da luta, solidificando sua relação e também causando o aborrecimento de Maxine. Depois William Regal foi apontado como figura de autoridade do NXT, Maxine pediu a ajuda de Curtis para permitir que ela chegasse perto de Regal. Em 21 de março no episódio da NXT Redemption, Maxine e Curtis nocautearam Matt Striker com clorofórmio para que Maxine ela pudesse se juntar com Regal nos comentários. No entanto, Striker foi então sequestrado (kayfabe) por pessoas desconhecidas, mais tarde revelou ser Curt Hawkins e Tyler Reks, que pretendiam chantagear Curtis e Maxine em usar os encantos de Maxine para obter Regal, e deixar Hawkins e Reks sozinho. Striker foi resgatado por Bateman e Kaitlyn em 11 de abril no episódio de "NXT Redemption". Em 18 de abril, William Regal anunciou que se Curtis e Maxine ainda queriam ser empregado para o NXT, eles teriam que assinar um contrato afirmando que Maxine é gerente de Curtis. Após a assinatura do contrato, Regal, então, algemaram-los juntos.
Para o resto de 2012, Curtis formou uma tag team ocasional com Michael McGillicutty. Sobre o episódio final da quinta temporada do NXT em 13 de junho, Curtis se juntou com McGillicutty, mas perdeu para os The Usos.

### World Wrestling Entertainment (WWE)

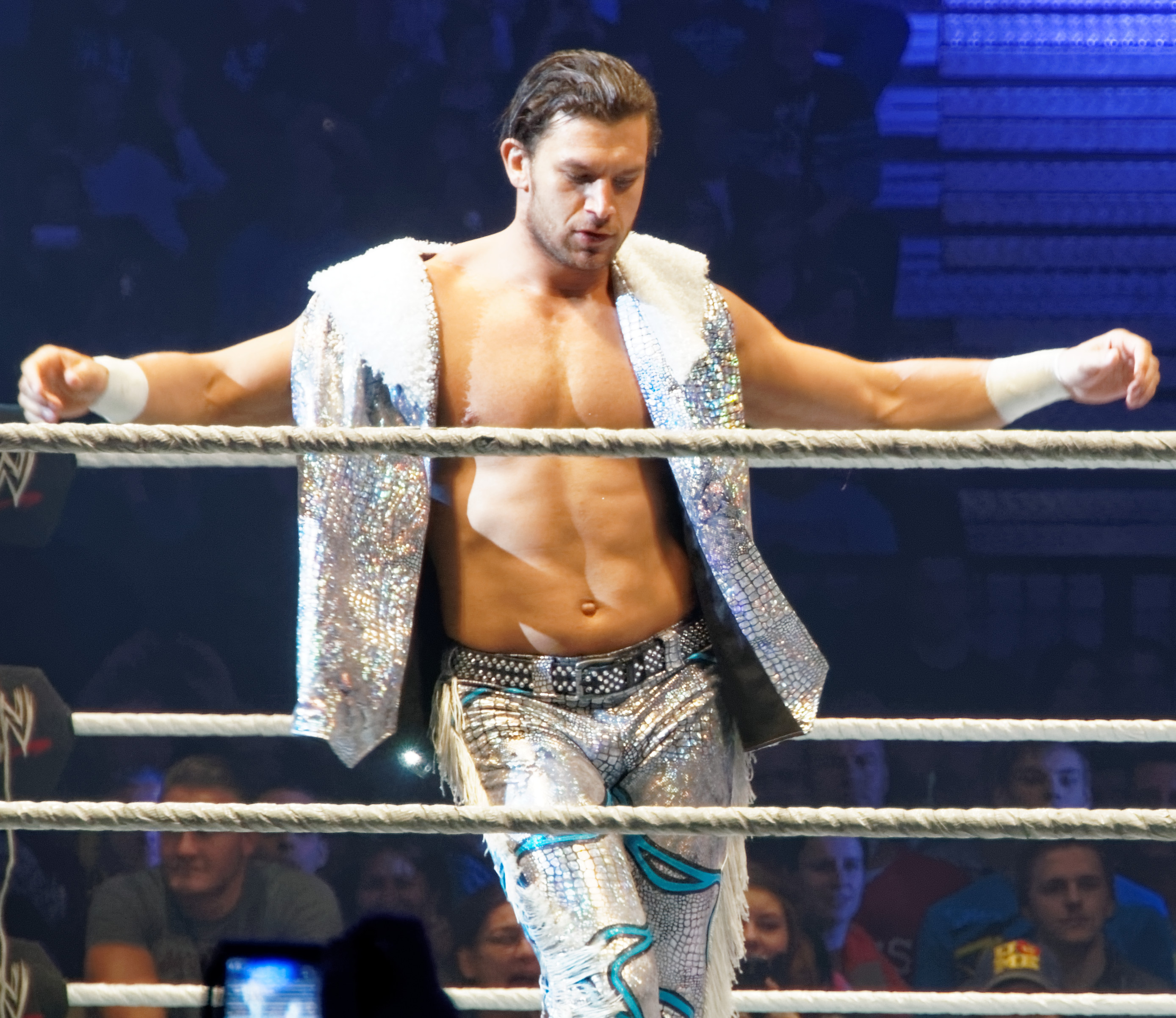
Fandango no SmackDown em abril de 2013.

Fandango anunciou que iria estrear pelo SmackDown, porém desistiu por ver que o anunciador Matt Striker, não conseguia pronunciar o nome de Fandango. No Raw seguinte, isso se repetiu dessa vez com Justin Roberts. Em outra edição do Raw, Chris Jericho zombou internacionalmente do nome de Fandango, começando uma feud com o mesmo. No Smackdown, Fandango interferiu na Match entre Jericho e Jack Swagger, atacando Jericho. No Raw seguinte, Jericho atacou Fandango, fazendo o mesmo fugir do Ring. Depois, ele voltou a atacar Jericho após Big E Langston o ataca-lo. No mesmo dia, foi anunciado que Fandango iria enfrentar Jericho na WrestleMania 29, em que Fandango venceu. Na noite seguinte do Raw, Jericho atacou Fandango antes de sua Match contra Kofi Kingston. No main event do Smackdown, Fandango atacou Jericho que estava lutando contra Dolph Ziggler. No Raw seguinte Fandango estreou sua nova manager Summer Rae. Em uma competição de dança entre Fandango e Jericho, Fandango atacou Jericho após a dançarina de Fandango, Summer Rae ter fingido uma lesão no tornozelo. No mesmo dia foi confirmada a revanche entre os dois no Extreme Rules. Jericho venceu Fandango no evento pondo fim na feud entre os dois.
No Raw seguinte ao Extreme Rules, Fandango e o Intercontinental Champion Wade Barrett perderam para Jericho e The Miz em uma tag team Match. Fandango a partir daí começou uma rivalidade com Barrett. No Raw, Fandango enfrentou Barrett com o special guest referee The Miz, vencendo a luta. Fandango também começou a rivalizar com The Miz, no Raw seguinte, Fandango enfrentou The Great Khali em uma luta que terminou em no contest após fugir do Great Khali, com The Miz aparecendo na frente de Fandango o impedindo de fugir. The Miz foi atacado por Barrett e o último ficou encarando Fandango. No dia seguinte foi confirmado a Triple Threat entre eles no Payback valendo o titulo, porém devido a uma concussão ele foi substituído por Curtis Axel. Mas no dia 28 de junho em um episódio do Smackdown, Long anunciou que Fandango irá competir para o World Heavyweight Champion em uma Money in the Bank ladder match no pay-per-view  [Money in the Bank . Fandango e os outros perderam a luta para Damien Sandow.
No dia 2 de setembro, acidentalmente Fandango levou um golpe no nariz de The Miz que o fez sangrar bastante. Minutos depois o sangue estava controlado e The Miz foi o vitorioso. Na mesma semana, no SmackDown ele perdeu em um Dance Off para The Miz, que estava vestido de Mizco Inferno, nesse concurso de dança, envolveu também os lutadores R-Truth e The Great Khali. Fandango disputou também uma mixed tag team no Hell in a Cell com sua parceira Summer Rae. Eles venceram Natalya e Great Khali. Na semana seguinte Fandango e Summer Rae perderam para a dupla Natalya e Tyson Kidd. Depois de um tempo em hiato. O mesmo enfrentou Mark Henry onde saiu derrotado. No PPV TLC: Tables, Ladders & Chairs, Fandango enfrentou e derrotou Dolph Ziggler no pré-show.

## No wrestling
- Movimentos de finalização
  - Como Fandango
    - Beauty in Motion (Diving leg drop)[13][14]
    - Swinging reverse STO[13] – começo de 2013
    - Sitout neckbreaker – 2015–presente

  - Como Johnny Curtis
    - A Bid Farewell (Over the shoulder back to belly piledriver)[15] – FCW
    - Diving leg drop[16]
    - Slingshot leg drop[17] – Circuito independente; usado como movimento secundário na WWE
    - Sitout suplex slam[18] – WWE; usado como movimento secundário na FCW
- Movimentos secundários
  - Como Fandango
    - Diving knee drop[19]
    - Múltiplas variações de chute
      - Drop[13]
      - Enzuigiri[19]
      - Pulo alto do canto do ringue em um adversário inclinado nas cordas[13]
      - Spinning wheel[20]

    - Russian legsweep[14]
    - Sitout suplex slam[18][21]
    - Slingshot leg drop[22]

  - Como Johnny Curtis
    - Back elbow[23]
    - Belly to back suplex[23]
    - Discus clothesline[23]
    - Diving clothesline[24]
    - European uppercut[25][26]
    - Johnny Kick[27]  (Spinning wheel kick)[28]
    - Low-angle dropkick[29]
    - Northern Lights suplex nos extensores[30]

- Managers
  - Dean Ripley[3][31]
  - R-Truth[3]
  - Aksana[3][32]
  - Maxine[3][33]
  - Andrea Lynn[34]
  - Summer Rae[35]
  - Layla[36]
  - Rosa Mendes

- Alcunhas
  - "The Premiere Player"[17]
  - "The Thoroughbred"[15]
  - "Dirty Curty"[37]
  - "Simply"[38]
  - "The Ballroom Brawler[39] / Brute[40] / Dancer"[41]
  - "The Dance Expert"[42]
  - "The New And Improved"[43]

- Temas de entrada
  - "I Told You So" por Flatfoot 56 (12 de agosto de 2011 – 29 de outubro de 2012)
  - "ChaChaLaLa" por Jim Johnston[44] (4 de março de 2013 – 14 de agosto de 2014; 13 de abril de 2015–presente)
  - "Peña Flamenca" por Jim Johnston[45] (23 de novembro de 2014 – 13 de abril de 2015)

## Campeonatos e prêmios
- Florida Championship Wrestling
  - FCW Florida Tag Team Championship (2 vezes) – com Tyler Reks (1) e Derrick Bateman (1)[46][47]

- Northeast Championship Wrestling
  - NCW New England Championship (1 vez)[48]
  - NCW Tag Team Championship (1 vez) – with Damian Houston[48]

- Power League Wrestling
  - PLW New England Championship (1 vez)[2]

- Premier Wrestling Federation
  - PWF Northeast Tag Team Championship (2 vezes) – com Kenn Phoenix[31][49]
  - PWF Northeast Heavyweight Championship (2 times) [50]

- Pro Wrestling Illustrated
  - PWI colocou-o em #59 dos 500 melhores lutadores na PWI 500 em 2013[51]

- South Coast Championship Wrestling
  - SCCW Lightweight Championship (1 vez)[52]

- WWE
  - NXT (4ª temporada)[53]
  - NXT Tag Team Championship (1 vez) - com Tyler Breeze